# Danielik József
Danielik József (Murány, 1821. április 5. – Pozsony, 1886. június 18.) lexikográfus, lapszerkesztő, minisztériumi osztálytanácsos, postaigazgató, újságíró, egyházi író. Danielik János testvéröccse.

## Élete
Danielik Ignác megyei csendbiztos fia. Tanult Podolinban és Rozsnyón; a gimnázium bevégezte után önkéntes katona lett a 4-ik (akkor b. Geramb nevű) huszárezrednél és ott szolgált mint altiszt 1844-ig; többnyire tanárként alkalmazták az ezred iskoláiban. 1848-ban Mészáros Lázár hadügyminiszter kinevezte a Zemplén-gömöri önkéntes zászlóaljhoz hadnaggyá, októberben főhadnaggyá, decemberben kapitánnyá honvéd minőségben és a hadjáratban Görgey Artúr hadseregében Clementis Gábor parancsnoksága alatt vett részt. 1851-ben Budapestre került és a Religiónál mint munkatárs működött; egyúttal folytatta a katonáskodás által félbeszakadt tanulmányait is. 1853-ban a Szent István Társulatnál ügynök, 1856-ban titkár és 1858-ban igazgató lett. 1860-ban Egerbe költözött, ahol lapot szerkesztett. 1867-ben, midőn a magyar királyi minisztérium vette át a kormányt, a kereskedelmi minisztérium postaosztályába titkárrá, 1871-ben ugyanoda osztálytanácsossá neveztetett ki. 1878-ban a pozsonyi postaigazgatóság vezetésével bízták meg. 1884-től szabadságolt állapotba lépve nyugdíjaztatott. Kerületében a törvényhatóságok a magyar szellem terjesztéséért hálanyilatkozatokkal tisztelték meg.

## Művei
- Magyar irók. Életrajzgyűjtemény. Kiadta a Szent-István társulat. Pest, 1856–58. Két kötet. (Az elsőt Ferenczy Jakabbal irta, a másodikat maga gyűjtötte. Ism. 1858: Családi Lapok 73. 19. sz. P. Napló 21. sz.)
- Világtörténet. Magyarítva Bumüller János után. II. kötet. (Ujabbkori rész.) Pest, 1857–58. (Két füzet.)

Szerkesztette az Egri Értesítőt 1861. januártól december 29-ig és ennek folytatását, az Egri Postát 1862. január 5-től június 1-jéig.
Irodalmi működése a Religiónál vette kezdetét, mely lapban számos közleménye jelent meg, többi közt: Szent Péter és a boldogs. szűz (1853.), Vicari freiburgi érsek jellemrajza (1854.). Segédszerkesztője volt a Klezsó József által szerkesztett és a Szent-István társulat által kiadott Családi Lapoknak 1857-től 1860-ig. Cikkeket írt még a Magyar Néplapba (1856.) és Pesti Naplóba (1859. 12. 28. sz.)
Jegye: -k. hirlapi közleményeknél.